# تاتارلی (دینار)
تاتارلی (به ترکی استانبولی: Tatarlı) یک منطقهٔ مسکونی در ترکیه است که در دینار (شهر) واقع شده‌است.